# Luv MTV
Luv MTV foi um programa de relacionamentos exibido semanalmente pela MTV Brasil com a apresentação de Ellen Jabour. O programa estreou em 14 de setembro de 2011, e segue o mesmo estilo de programas como outros programas já exibidos pela emissora, como o Beija Sapo de Daniella Cicarelli e o Fica Comigo de Fernanda Lima. É o primeiro a utilizar redes sociais para unir os casais que se inscrevem no programa. O programa teve seu fim no ano de 2012.